# Akra
Akra (Accra) je glavno mesto Gane. Mesto je administrativno, komunikacijsko in gospodarsko središče države. Mesto ima univerzo, razvito industrijo ter mednarodno letališče Kotoka; je glavna točka za izvoz kakava in zlata. Ima nekaj manj kot štiri milijone prebivalcev (2011).

## Geografija
Akra leži v neposredni bližini 0 stopinjskega poldnevnika in 0 stopinjskega vzporednika, ob obali Gvinejskega zaliva. Z avtocesto je povezana z glavnim pristaniškim mestom Temo, z železnico pa je povezana še s Takoradijem in Kumasijem.

## Zgodovina
Akro je ustanovilo ljudstvo Ga v 15. stoletju kot središče trgovine s Portugalci, ki so v mestu zgradili trdnjavo. Jedro sedanjega mesta se je razvilo okoli angleške utrdbe Jamestown in nizozemske utrdbe Ussherstown. Konec britansko-ašantskih vojn leta 1877 je Akra postala glavno mesto britanske kolonije Zlate obale. Ob potresih 1862 in 1939 je bil dobršen del mesta porušen.
Izgredi v Akri leta 1948 so sprožili kampanjo za neodvisnost Gane, ki je vodila v gansko revolucijo in neodvisnost leta 1957.
Leta 1958 je bila v mestu prva konferenca afriških neodvisnih držav.